# 128036 Рафаельнадаль
128036 Рафаельнадаль (128036 Rafaelnadal) — астероїд головного поясу, відкритий 28 травня 2003 року.
Тіссеранів параметр щодо Юпітера — 3,453.